# Schwarzer Reise- und Verkehrsbüro
Die Schwarzer Reise- und Verkehrsbüro GmbH betreibt als privates Verkehrsunternehmen im Landkreis Donau-Ries sieben Linien im öffentlichen Personennahverkehr. Das Unternehmen mit Sitz in Nördlingen ist darüber hinaus im Gelegenheits- und Reiseverkehr, als Reiseveranstalter, im Betrieb von Reisebüros und im touristischen Bereich in den neuen Medien aktiv. In Nördlingen unterhält das Unternehmen einen Verkehrsbetriebshof und ein Reisebüro.

## Geschichte
Das Unternehmen wurde 1924 von Johann Schwarzer in Brattersdorf, Bezirk Mährisch Schönberg, in der Tschechoslowakei, als Fuhr- und Holzschleppbetrieb gegründet. 1946 musste die Familie den Betrieb verlassen und wurde vertrieben. Die Familie kam in den Landkreis Donau-Ries, zuerst nach Belzheim und anschließend nach Wallerstein. Dort wurde der Betrieb als Transportunternehmen wieder aufgenommen. 1960 erwarb die Firma den Kraftlinienverkehr der Stadt Nördlingen, 1969 wurden der Omnibusbetrieb und Linienverkehr der Firma Freissle erworben. Im gleichen Jahre trat Sohn Ernst Schwarzer in die Firma ein.
1972 wurde in Nördlingen in der Oettinger Straße ein neuer Betriebshof errichtet, 1983 verstarb der Firmengründer Johann Schwarzer.
1992 erwarb die Schwarzer Reise- und Verkehrsbüro GmbH vier öffentliche Linienverkehre von der RBA Regionalbus Augsburg GmbH. 1999 begann das Unternehmen mit den ersten Reiseportalen den Internetreisemarkt zu erschließen. Im Jahr 2004 übernahmen die beiden Söhne von Ernst Schwarzer, Werner und Jörg Schwarzer gemeinsam das Unternehmen als Gesellschafter und Geschäftsführer. Heute beschäftigt das Unternehmen rund 35 Mitarbeiter und befördert mit 25 Omnibussen jährlich rund 1,8 Mio. Fahrgäste.

## Betrieb

### Linien
Die Firma Schwarzer betreibt eigenständig im Landkreis Donau-Ries sieben Linien im straßengebundenen ÖPNV, die teilweise bis in die Landkreise Ansbach und Weißenburg-Gunzenhausen reichen. Sechs dieser Linien sind Überlandlinien, eine Linie ist ein Ortslinienverkehr.

| Nr. | Verlauf |
| --- | --- |
| 126 | Nördlingen – Möttingen – Bissingen |
| 501 | Nördlingen – Dinkelsbühl – Feuchtwangen |
| 502 | Nördlingen – Belzheim – Oettingen |
| 503 | Nördlingen – Oettingen – Wassertrüdingen |
| 504 | Nördlingen – Deiningen – Wemding |
| 505 | Nördlingen – Hohenaltheim – Diemantstein |
| 506 | Nördlingen – Ederheim – Amerdingen |
| 508 | Stadtbus Nördlingen Linie 1: Brettermarkt – Bahnhof – Saubrunnen – Wemdinger Viertel Linie 2: Brettermarkt – Krankenhaus – Herkheimer Viertel Linie 3: Brettermaarkt – EGM – Baldingen |

Die Linien werden von der Schwarzer Reise- und Verkehrsbüro GmbH als eigenständige Konzessionen geführt. Die Linien sind in das Tarifgefüge der Verkehrsgemeinschaft Donau-Ries integriert, die Linie 501 ist zudem dem Verkehrsverbund Großraum Nürnberg angeschlossen. Darüber hinaus erbringt das Unternehmen Fahrleistungen im Schüler- und Berufsverkehr.
| Nr. | Verlauf                                      |
| --- | -------------------------------------------- |
| 592 | Nördlingen – Wallerstein – Fremdingen        |
| 593 | Nördlingen – Oettingen – Dornstadt           |
| 594 | Nördlingen – Wechingen – Megesheim           |
| 595 | Nördlingen – Reimlingen – Harburg (Schwaben) |
| 596 | Nördlingen – Hohenaltheim – Amerdingen       |
| 597 | Nördlingen – Alerheim – Wemding              |
| 791 | Donauwörth – Wemding – Otting-Weilheim       |
| 891 | Donauwörth – Monheim – Daiting               |

Die Linien 791 und 891 werden auch durch die Firma Osterrieder betrieben.

### Fuhrpark
Im Fuhrpark der Schwarzer Reise- und Verkehrsbüro GmbH befinden sich 25 Omnibusse verschiedener Marken, davon sind 7 Niederflurbusse, 9 Überlandbusse, 7 Reisebusse, und 2 Kleinbusse.
Die Niederflurbusse, alle vom Typ Citaro Mercedes-Benz, sind mit Rollstuhlplätzen und Kneelinganlagen ausgerüstet. Ab dem Jahr 2005 wurden bei Neuanschaffungen Rußfilter geordert und 2006 der erste Linienbus in ganz Schwaben mit EURO-5 Abgastechnik in den Dienst gestellt. Zwei Überlandbusse sind mit einer speziellen Ausführung für Rollstuhlfahrer, mit einem Rollstuhllift und entsprechendem Stellplatz ausgestattet.

## Weitere Unternehmensbereiche
Seit 1999 ist das Unternehmen in den neuen Medien mit verschiedenen Reiseportalen tätig.
Das Flugportal billiger-fliegen.de wurde 1999 eröffnet. Das Portal erhielt in einer Studie des Marktforschungsunternehmens tse:be Platz 9 von 80 getesteten Reiseseiten, vor TUI, FTI und anderen großen Veranstaltern. Die Studie wurde unter anderem in der Fachzeitschrift Touristik Management (tm 01/2004) veröffentlicht.
Das 2007 gegründete touristische Bewertungsportal Strandbewertung.de war das erste Strandbewertungsportal in Deutschland. Nutzer stellen in einem standardisierten Fragebogen ihre Erfahrungen und die daraus resultierenden Bewertungen dem Portal zur Verfügung. Jährlich erstellt das Portal aus den Bewertungen eine TOP-10-Liste der schönsten Strände der Welt. Unter der Marke Nautianis betreibt das Unternehmen seit 2009 ein Kreuzfahrtportal.